# Menghesteab Tesfamariam
Menghesteab Tesfamariam (Berakit, 24 de diciembre de 1948) es un eclesiástico eritreo, arzobispo de Asmara y primado de la Iglesia católica eritrea.

## Biografía
Miembro de la orden religiosa de los Misioneros Combonianos del Corazón de Jesús (M.C.C.I.), fue ordenado sacerdote el 18 de febrero de 1979. En 2001 fue nombrado obispo de Asmara, siendo consagrado por Zekarias Yohannes, su antecesor en el cargo. El 19 de enero de 2015 fue nombrado arzobispo de Asmara, tras la creación por el papa Francisco de la Iglesia católica eritrea como iglesia metropolitana sui iuris, separándola de la Iglesia católica etiópica. Es una iglesia oriental católica que sigue la tradición litúrgica alejandrina. Asmara, capital de Eritrea, de donde era obispo Tesfamariam, fue elevada a arquieparquía metropolitana, convirtiéndose así en su primer arzobispo.
En mayo de 2014 efectuó una visita ad limina a la Santa Sede, junto al cardenal Berhaneyesus Demerew Souraphiel y otros obispos etíopes y eritreos.
El 4 de mayo de 2021 fue confirmado como miembro de la Congregación para las Iglesias Orientales  ad aliud quinquennium.
| Predecesor: Nueva creación | Arzobispo de Asmara 2015 - | Sucesor: En el cargo |